# Hörður Björgvin Magnússon
Hörður Björgvin Magnússon (født 11. februar 1993 i Reykjavík, Island), er en islandsk fodboldspiller (midterforsvarer/venstre back). Han spiller for den engelske Championship-klub Bristol City, som han har været tilknyttet siden 2016.
Magnússon startede sin karriere i hjemlandet hos traditionsklubben Fram Reykjavík, men skiftede allerede som 18-årig til den italienske storklub Juventus. Han nåede dog aldrig spilletid for klubbens førstehold, og blev i 2016 solgt til Bristol City i England.

## Landshold
Magnússon har (pr. maj 2018) spillet 15 kampe og scoret to mål for Islands landshold. Han debuterede for holdet 13. november 2015, i en venskabskamp mod Polen. Han var en del af den islandske trup, der nåede kvartfinalen ved EM 2016 i Frankrig, og blev også udtaget til VM 2018 i Rusland.